# Sabrina Mar
Sabrina Mar (Estados Unidos) é uma ex-ginasta estadunidense, que competiu em provas de ginástica artística.
Mar fez parte da equipe estadunidense que disputou os Jogos Pan-americanos de Indianápolis, nos Estados Unidos. Neles, foi membro da seleção bicampeã por equipes. Tida destaque nacional na competição, conquistou ainda medalhas em quatro provas: na trave de equilíbrio, foi terceira colocada em evento vencido pela compatriota Kelly Garrison; no solo e nas barras assimétricas, foi medalhista de bronze, atrás das companheiras de time Kristie Phillips e Melissa Marlowe, respectivamente; já na prova do individual geral, conquistou seu segundo ouro. Ao longo da carreira, compôs ainda a seleção que disputou o Mundial de Montreal e o Campeonato de Roterdã, nos quais obteve como melhores colocações, o sexto lugar por equipes e no salto sobre o cavalo.